# Franz Leopold Ignatius von Beck zu Willmendingen

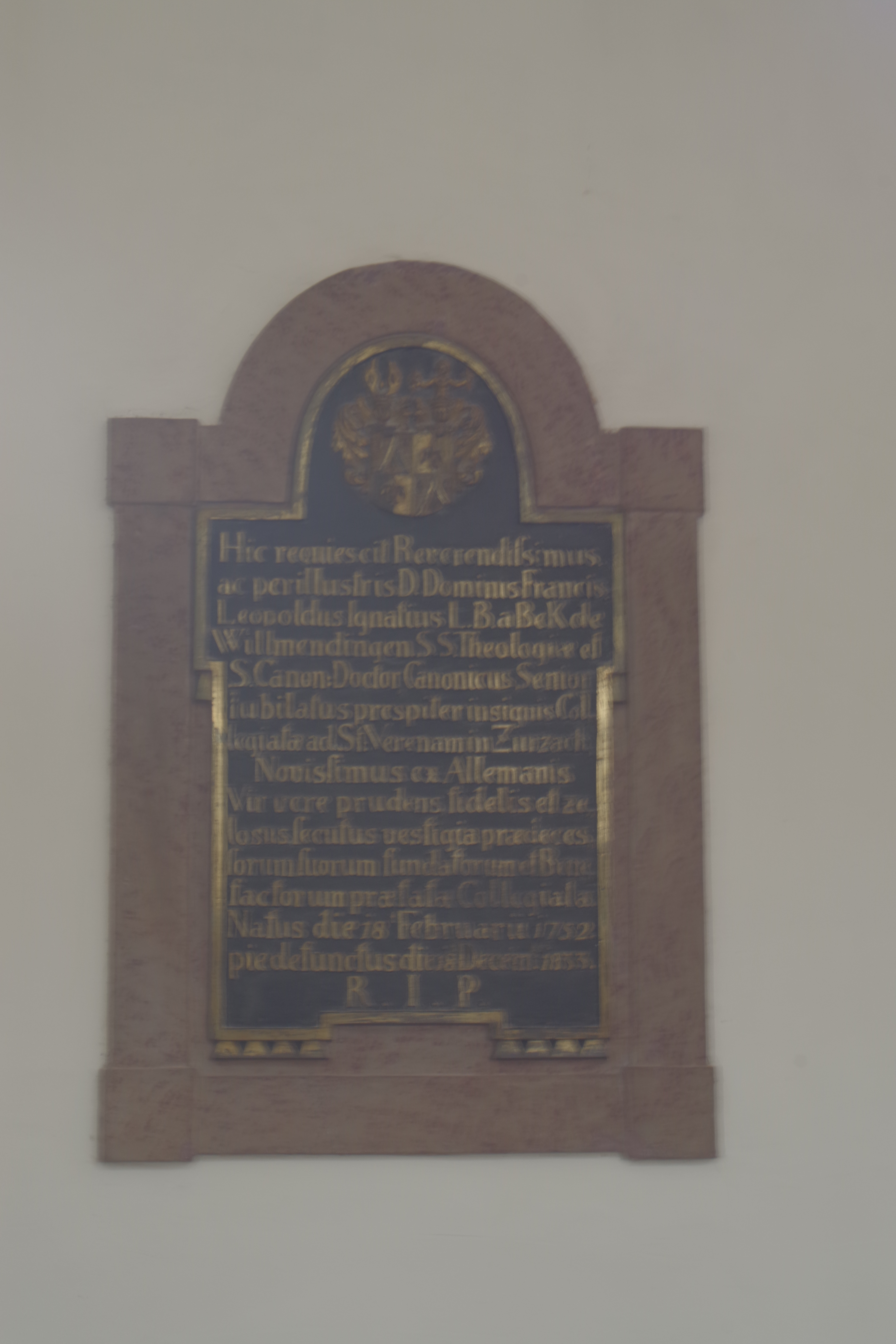
Epitaph für Franz Leopold Ignatius von Beck zu Willmendingen im Verenamünster

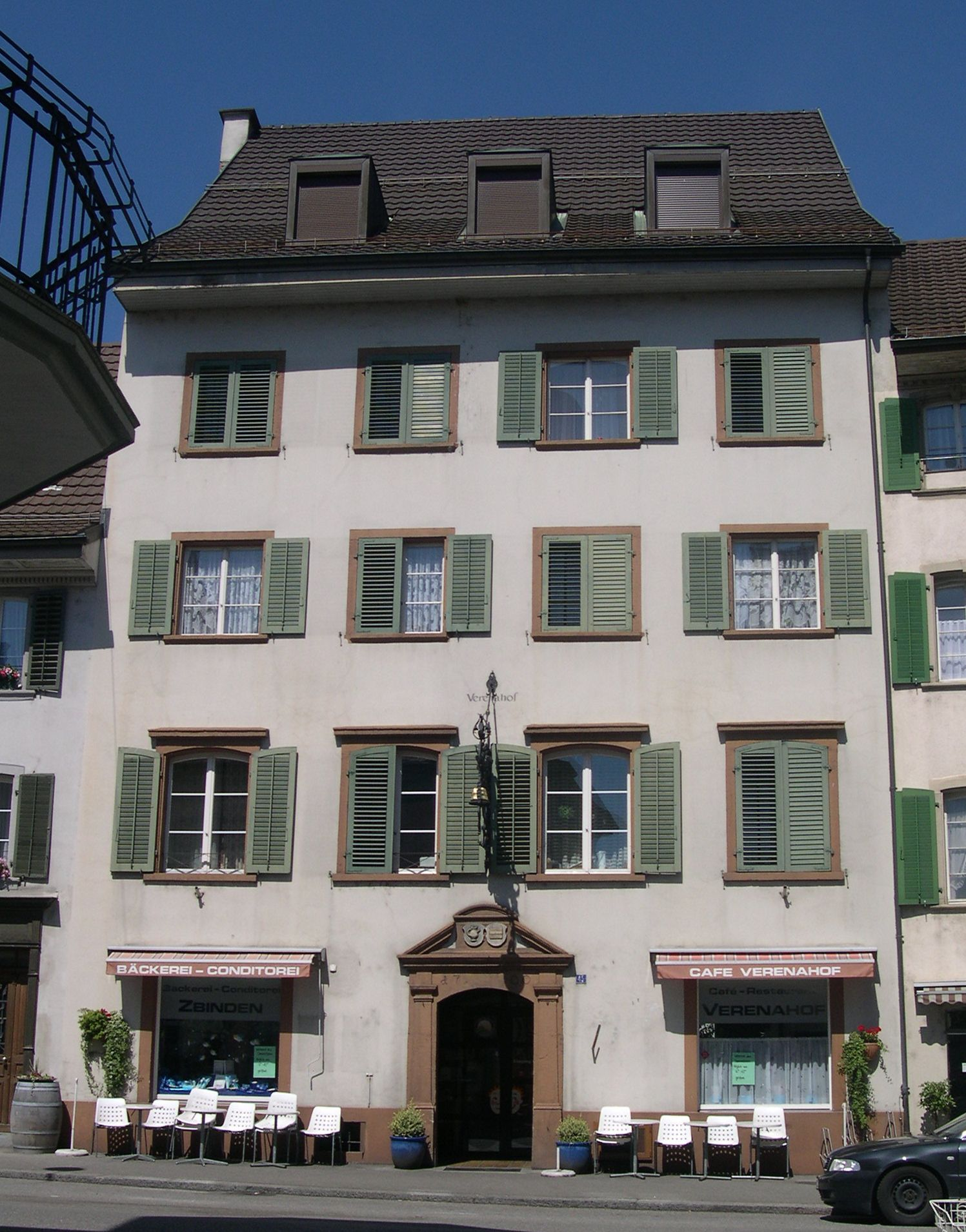
Der Verenahof in Bad Zurzach, Wohnsitz von Beck ab 1780

Franz Leopold Ignatius von Beck zu Willmendingen, auch Franz Leopold Maria von Beck zu Willmendingen, (* 18. Februar 1752 im Schloss Willmendingen; † 18. Dezember 1833) war ein Theologe und Chorherr des St.-Verena-Stifts in Bad Zurzach.

## Leben
Er entstammte dem Geschlecht der Freiherren von Willmendingen bei Schwerzen, ein Vorfahre war Johann Jakob von Beck. Er studierte Theologie und Kanonisches Recht im Kloster Marchtal, in Freiburg im Uechtland und in Rom. Am 27. Oktober 1773 wurde er von Bischof Franz Konrad von Rodt zum Chorherrn ernannt und am 15. November eingesetzt. 1780 bezog er den Verenahof.
Als Delegierter reiste er am 24. Juni 1799 zusammen mit dem Chorherrn von Hauser und den Municipalpräsidenten Josef Leonz Attenhofer und Friedrich Rudolf nach Kloten in das Hauptquartier der Reichsarmee zu Erzherzog Karl Ludwig von Österreich-Teschen. Sie erhielten von ihm ein Patent bzw. Sauvegarde zum Schutz der Eigentumsrechte der Einwohner und der Besucher der Zurzacher Messe. Von Beck berief sich dabei vor allem auf die einstige Schutzherrschaft der Habsburger. Eine gedruckte Abschrift des Patents befindet sich im Museum Höfli in Zurzach. Nach 1799 zog er zu Verwandten, wohl nach Waldshut.
Von 1801 bis 1807 (in der Zeit der wiedererlangten Selbstverwaltung) war er Gehilfs-Stiftsamtmann für die Ennetrheinischen Gefälle. Er war ein Verehrer von Reliquien und vermachte seine Sammlung (u. a. des Franz von Assisi) 1806 dem Verenamünster, weitere Partikel der Kirche St. Johannes der Täufer in Schwerzen.
Ab 1841 löste sich der Konvent der Chorherren auf. 1876 wurde das Stift aufgehoben.

## Schriften
- Excerpta ex manuscripto D. Heinrich Heyl uraniesis Can et Senioris in Collegiata nostra ad sanct. Verenam V. et M. in Zurzach, viri vere pii docti et optime  meriti, qui floruit  in annis 1592 et sequentibusa.